# Freiburské Alpy

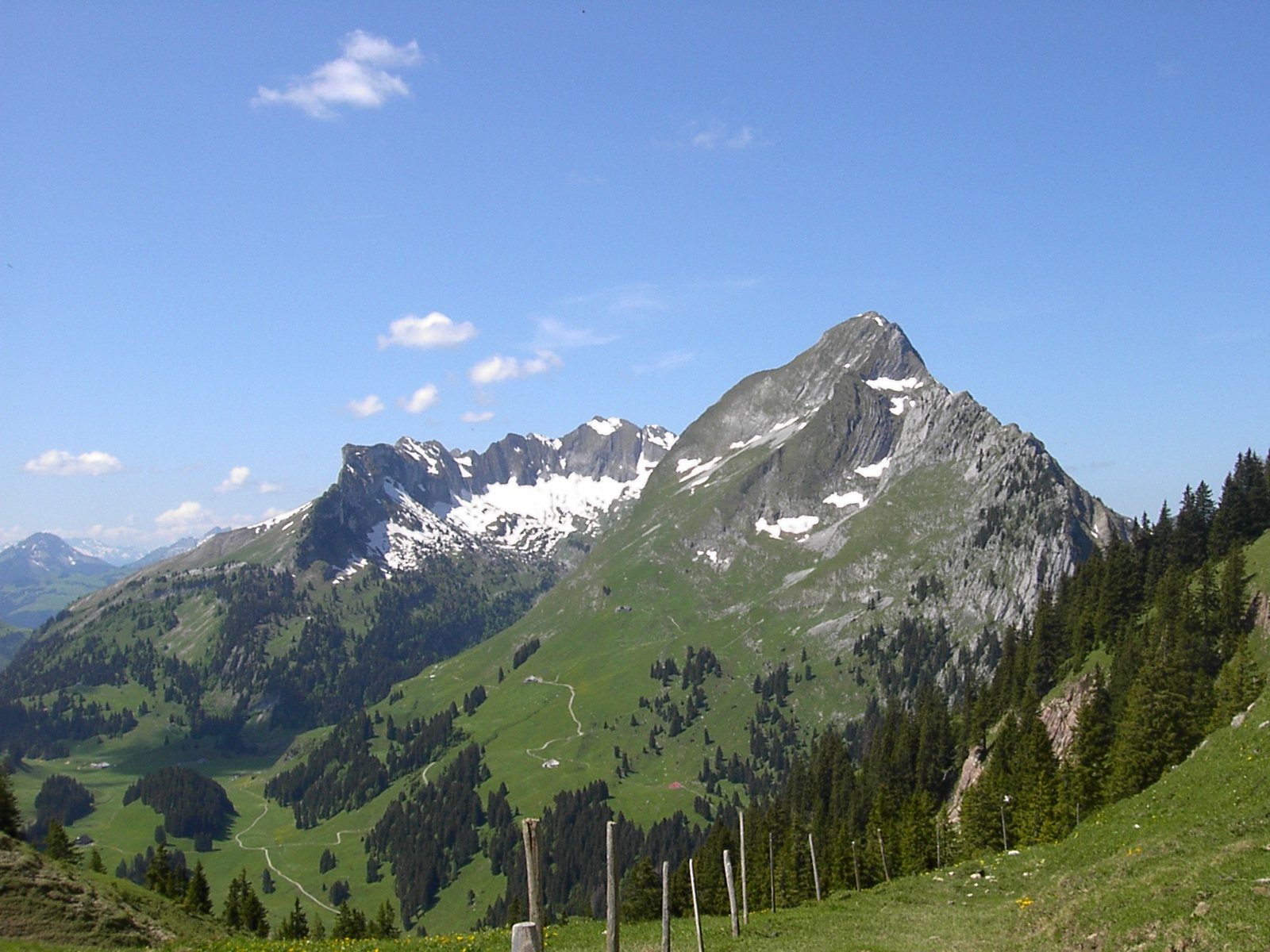
Dent de Brenleire a Vanil Noir

Freiburské Alpy (německy Freiburger Voralpen; francouzsky Préalpes Fribourgeoises) je pohoří ležící na území švýcarských kantonů Freiburg, Bern a Vaud. Pohoří je charakterizováno několika samostatnými masivy, které se od sebe mnohdy značně liší. V okolí Freiburgu je ráz krajiny mírnější a kopce pozvolné a oblé, na jihozápadě území připomíná pohoří Dolomity. Nejvyšším vrcholem je Le Tarent (2548 m) ležící několik kilometrů severně od sedla Col du Pilon.

## Poloha
Východní hranice pohoří je dána tokem řeky Aare mezi městy Bern a Thun. Jižní hranici tvoří spojnice Thun – Saanen – Col du Pilon (1546 m) – Aigle. Západní hranici vymezuje řeka Rhôna a Ženevské jezero, na severozápadě a severu se pohoří pozvolna svažuje do Švýcarské plošiny.

## Geografie
Pohoří je tvořeno zejména vápencem a dělí se na několik samostatných celků, jež představují především buď jednotlivé vrcholy nebo jejich nejbližší okolí. Většina vrcholů se svou výškou pohybuje mezi 1600 a 2500 metry.

### Nejvýznamnější vrcholy
- Le Tarent (2548 m)
- La Pare (2540 m)
- Gummfluh (2458 m)
- Vanil Noir (2389 m)
- Dent de Brenleire (2358 m)
- Pic Chaussy (2351 m)
- Tour d'Aï (2332 m)
- Ochsen (2189 m)
- Berneuse (2048 m)
- Rochers de Naye (2042 m)
- Dent de Lys (2014 m)
- La Berra (1719 m)

## Turismus
Freiburské Alpy jsou vzhledem k malé četnosti lavinového nebezpečí vyhledávány lyžaři a skialpinisty. Tomu také odpovídají zimní střediska poblíž Moléson a jezera Schwarzsee. Vrcholy Berneuse a Chaux de Mont jsou zpřístupněny lanovou dráhou a jsou zde sjezdové tratě. Vynikající vyhlídkový vrchol Rochers de Naye je snadno dosažitelný pozemní ozubnicovou dráhou začínající v známém středisku Montreux. K vrcholu Tour d'Aï zase vede poměrně nová (1999) sportovní zajištěná cesta Via ferrata de la Tour d'Aï. Nejvyšší část pohoří se nachází na jeho jižním okraji nad městečkem Les Diablerets. Zde jsou těsně vedle sebe dva nejvyšší vrcholy, Le Tarent a La Pare. La Pare (2540) je vcelku snadno dostupná po značené cestě od Isenau, horní stanice lanovky z Les Diablerets.